# یون تک اتمی
یون تک اتمی (به انگلیسی: Monatomic ion) دسته‌ای از یون‌های شیمیایی است که فقط از یک اتم (یک اتمی از یک عنصر) تشکیل شده‌است.
همچنین در مقابل، یون‌های چند اتمی قرار دارند؛ که از بیش از یک اتم تشکیل شده‌اند و لازم است ذکر شود که یون‌های چند اتمی، هم می‌توانند از اتم‌هایی هم نوع (مانند یون 2−O2 پروکسید) و هم از اتم‌هایی غیر هم نوع (مانند یون −ClO3 کلرات) تشکیل شده باشند.
در جدول‌های زیر تعدادی کاتیون و آنیون‌های تک اتمی مهم به همراه فرمول‌های شیمیایی نمایش داده شده‌است.
| کاتیون‌های متداول | کاتیون‌های متداول |        |
| ---------------- | ---------------- | ------ |
| هیدروژن          | +H               |        |
| لیتیم            | +Li              |        |
| سدیم             | +Na              |        |
| پتاسیم           | +K               |        |
| روبیدیم          | +Rb              |        |
| سزیم             | +Cs              |        |
| منیزیم           | +Mg2             |        |
| کلسیم            | +Ca2             |        |
| استرانسیوم       | +Sr2             |        |
| باریم            | +Ba2             |        |
| آلومینیوم        | +Al3             |        |
| نقره             | +Ag              |        |
| روی              | +Zn2             |        |
| آهن(II)          | +Fe2             | فروس   |
| آهن(III)         | +Fe3             | فریک   |
| مس(II)           | +Cu2             | کوپریک |
| مس(I)            | +Cu              | کوپروس |

| آنیون‌های متداول | آنیون‌های متداول |
| --------------- | --------------- |
| هیدرید          | −H              |
| فلورید          | −F              |
| کلرید           | −Cl             |
| برمید           | −Br             |
| یدید            | −I              |
| اکسید           | −O2             |
| سولفید          | −S2             |
| نیترید          | −N3             |
| فسفید           | −P3             |